# Naval 1º Maio
Naval 1º de Maio – portugalski klub piłkarski z siedzibą w mieście Figueira da Foz, założony w 1893 roku, po raz pierwszy awansował do SuperLigi w sezonie 2004/2005, w sezonie 2009/2010 występował w rozgrywkach Primeira Liga. W sezonie 2010/2011 klub zanotował spadek Liga de Honra, czyli drugiego poziomu ligowego.

## Strony klubowe
- Strona oficjalna
- Strona nieoficjalna. naval.no.sapo.pt. [zarchiwizowane z tego adresu (2011-07-16)].